# Гомјеница (Теслић)
Гомјеница је насељено мјесто у општини Теслић, Република Српска, БиХ. Према попису становништва из 2013, у насељу је живјело 585 становника.

## Историја
У ранијим документима помиње се и под именом Турска Врућица, јер је насељена већинским бошњачким становништвом за разлику од Горње Врућице или Бање Врућице.

## Становништво
| Демографија | Демографија | Демографија |
| Година      | Становника  | Становника  |
| ----------- | ----------- | ----------- |
| 1961.       | 437         |             |
| 1971.       | 603         |             |
| 1981.       | 817         |             |
| 1991.       | 970         |             |
| 2013.       | 585         |             |